# Осиновка (Воткінський район)
Оси́новка (рос. Осиновка) — присілок у Воткінському районі Удмуртії, Росія.
Населення становить 84 особи (2010, 89 у 2002).
Національний склад (2002):
- росіяни — 75 %

Урбаноніми:
- вулиці — Колгоспна, Шкільна

## Господарство
На південній околиці є поклади торфу.